# CBS Studio Center

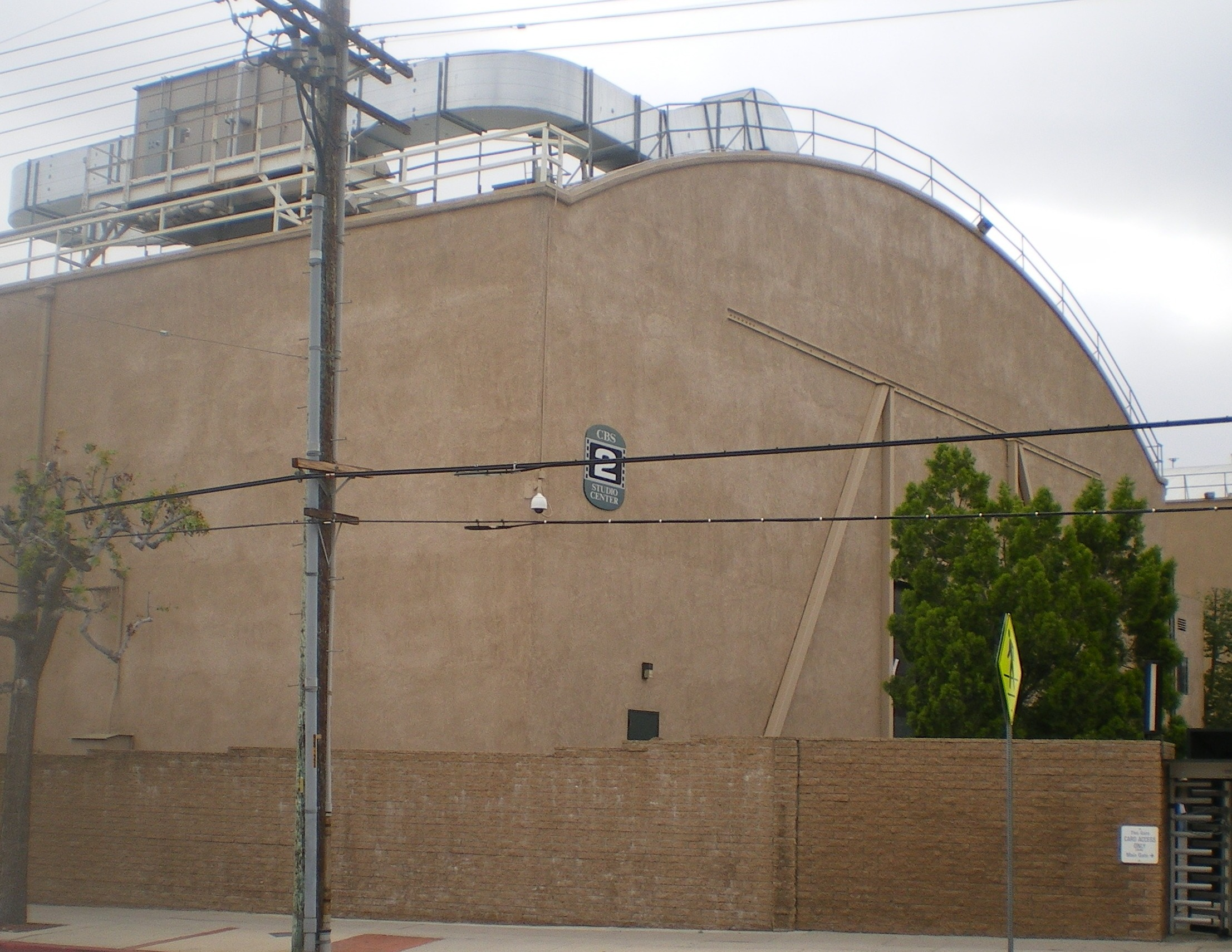
CBS Studio Center Soundstage 2

Il CBS Studio Center è uno Studio televisivo e cinematografico della CBS che si trova nel distretto di Studio City a Los Angeles, nella San Fernando Valley. Si trova al 4024 Radford Avenue ed occupa una superficie di terreno triangolare, al cui centro scorre il fiume Los Angeles.
Sul lotto, che non è aperto al pubblico per i tour agli studi, sono presenti 18 sound stages con dimensioni comprese tra 7000 e 25000 piedi quadrati.
È uno dei due studi televisivi della CBS nella California del Sud. L'altro è il complesso di studi denominato CBS Television City. La compagnia possedeva in passato altri due studi: Il CBS Columbia Square ed il Paramount Pictures.
In questi studi sono stati girati decine di show televisivi tra cui America's Got Talent, CSI: NY, Falcon Crest, Tre nipoti e un maggiordomo e Will & Grace. Tra i film La famiglia Addams, Il dottor Dolittle 2.